# Lijst van rijksmonumenten in Hekendorp
Hieronder een overzicht van de rijksmonumenten in de plaats Hekendorp.
| Object                                                                 | Oorspronkelijke functie? | Bouwjaar                | Architect | Locatie                     | Coördinaten?                 | Nr.?   | Afbeelding          |
| ---------------------------------------------------------------------- | ------------------------ | ----------------------- | --------- | --------------------------- | ---------------------------- | ------ | ------------------- |
| Boerderij onder rieten wolfdak, dat woonhuis en stal overdekt          | Boerderij                | 17e of 18e eeuw         |           | Hekendorpse Buurt 21        | 52° 1' 5" NB, 4° 49' 23" OL  | 14123  | Meer afbeeldingen   |
| Vrede is Rijkdom                                                       | Boerderij                | 1873                    |           | Hekendorpse Buurt 51        | 52° 1' 3" NB, 4° 50' 13" OL  | 14124  | Vrede is Rijkdom    |
| Boerderij met dwars woongedeelte onder rieten wolfdak                  | Boerderij                | 18e eeuw                |           | Hekendorpse Buurt 67        | 52° 1' 12" NB, 4° 50' 40" OL | 14125  | Meer afbeeldingen   |
| Pand                                                                   | Boerderij                | waarschijnlijk 17e eeuw |           | Goejanverwelle 33           | 52° 0' 53" NB, 4° 48' 40" OL | 14126  | Pand                |
| Zaalkerkje met veelhoekige sluiting en houten klokkentorentje met haan | Kerk en kerkonderdeel    | 1845                    |           | Goejanverwelle 48           | 52° 0' 52" NB, 4° 48' 33" OL | 14127  | Meer afbeeldingen   |
| Pilaar met Justitiabeeld                                               | Gedenkteken              | laatste kwart 17e eeuw  |           | Goejanverwelle tegenover 31 | 52° 0' 52" NB, 4° 48' 37" OL | 14128  | Meer afbeeldingen   |
| Dorpzicht                                                              | Boerderij                | begin 19e eeuw          |           | Goejanverwelle 11           | 52° 0' 53" NB, 4° 48' 29" OL | 14129  | Meer afbeeldingen   |
| Sluiswachtershuis                                                      | Bedieningsgebouw         | tweede helft 18e eeuw   |           | Goejanverwelle 74           | 52° 0' 52" NB, 4° 48' 39" OL | 14130  | Meer afbeeldingen   |
| Goejanverwellesluis                                                    | Waterkering en -doorlaat | 17e eeuw                |           | Goejanverwelle bij 74       | 52° 0' 53" NB, 4° 48' 39" OL | 14131  | Meer afbeeldingen   |
| Langhuisboerderij 'Relinquenda'                                        | Boerderij                | 1908                    |           | Hekendorpse Buurt 9         | 52° 1' 2" NB, 4° 49' 4" OL   | 517469 | Meer afbeeldingen   |
| Huize de Morgenster                                                    | Boerderij                | 1886                    |           | Hekendorpse Buurt 71,73,75  | 52° 1' 13" NB, 4° 50' 41" OL | 517470 | Huize de Morgenster |